# Refuge en verre
Refuge en verre is een muziekalbum van Ron Boots en Synth.nl. Synth.nl is de artiestennaam van Michel van Ossenbrugge. Boots en van Ossenbrugge kennen elkaar van een gesprek tijdens dagen voor de elektronische muziek in 2006. Boots is samen met Kees Aerts de man achter Groove Unlimited, een platenlabel gespecialiseerd in allerlei stromingen binnen de elektronische muziek. Boots en van Ossenbrugge raakten bevriend en belandden samen in een huisje in de Belgische Ardennen, Refuge en verre genaamd. De heren hebben naast hun gezin ook wat apparatuur meegenomen en zitten daar wat te improviseren. Het resultaat klinkt achteraf dermate goed (vinden zij), dat besloten werd de muziek uit te geven. De muziek bestaat uit zeer melodieuse en ontspannen elektronische muziek in de trant van Jean Michel Jarre en Vangelis, de voorbeelden voor van Ossenbrugge.
Refuge en verre verscheen op 9 oktober 2010 tijdens E-live in Oirschot.

## Musici
- Ron Boots en Synth.nl – synthesizers

## Muziek
Allen van Synth.nl  

| Nr. | Titel               | Duur  |
| --- | ------------------- | ----- |
| 1.  | Refuge en verre     | 12:16 |
| 2.  | La Roche-en-Ardenne | 8:37  |
| 3.  | Orage d’été         | 8:07  |
| 4.  | Coucher du soleil   | 10:24 |
| 5.  | Contemple du ciel   | 8:13  |
| 6.  | Rosée du matin      | 5:15  |
| 7.  | Combat des coqs     | 11:21 |
| 8.  | Soleil levant       | 6:22  |